# Linda Marguet
Pour les articles homonymes, voir Marguet.
Linda Marguet (née le 11 septembre 1983 à Pontarlier) est une athlète française spécialiste du 800 mètres.

## Biographie
En 2011, elle se qualifie pour les Championnats d'Europe en salle de Paris-Bercy et se classe initialement 4e de la finale en 2 min 01 s 61, échouant à 80 centièmes de seconde de la troisième place. Mais en juillet 2012, la Russe Yevgeniya Zinurova, qui avait remporté l'épreuve, est déchue de son titre pour dopage. Linda Marguet récupère ainsi la médaille de bronze. En 2013, elle est finalement reclassée deuxième de la course, à la suite du test antidopage positif de Yuliya Stepanova..

### Palmarès
| Date | Compétition                    | Lieu     | Résultat | Performance   |
| ---- | ------------------------------ | -------- | -------- | ------------- |
| 2009 | Jeux de la Francophonie        | Beyrouth | 3e       | 2 min 03 s 15 |
| 2011 | Championnats d'Europe en salle | Paris    | 2e       | 2 min 01 s 61 |

### Records
| Épreuve    | Épreuve      | Performance   | Lieu  | Date            |
| ---------- | ------------ | ------------- | ----- | --------------- |
| 800 mètres | En plein air | 2 min 01 s 20 | Liège | 13 juillet 2010 |
| 800 mètres | En salle     | 2 min 01 s 32 | Paris | 5 mars 2011     |